# Acrotaphus franklini
Acrotaphus franklini là một loài tò vò trong họ Ichneumonidae.